# Brasilodendron
Brasilodendron é um gênero de Licófitas e que datam do Permiano. Plantas vascularizadas sem sementes com reprodução por esporos.

## Localização
No sul do Brasil são encontradas na Formação Rio Bonito . A Espécie Brasilodendron pedroanum foram encontrados no afloramento Quitéria em Encruzilhada do Sul e em Mariana Pimentel. A Espécie Brasilodendron africanum foi encontrada no continente africano na Namíbia.